# Rue Américaine
La rue Américaine (en néerlandais : Amerikaansestraat) est une rue bruxelloise sur les communes d'Ixelles et de Saint-Gilles.

## Situation et accès
La rue Américaine va de la chaussée de Charleroi à la chaussée de Vleurgat. Elle traverse la place Albert Leemans.

## Bâtiments remarquables et lieux de mémoire
- no 25 : maison et bureau de l'architecte Victor Horta
- no 101 : association Les Petits Riens
- no 136 : école communale no 9
- no 172 : Maison personnelle du peintre Paul Mathieu.